# Herzskelett

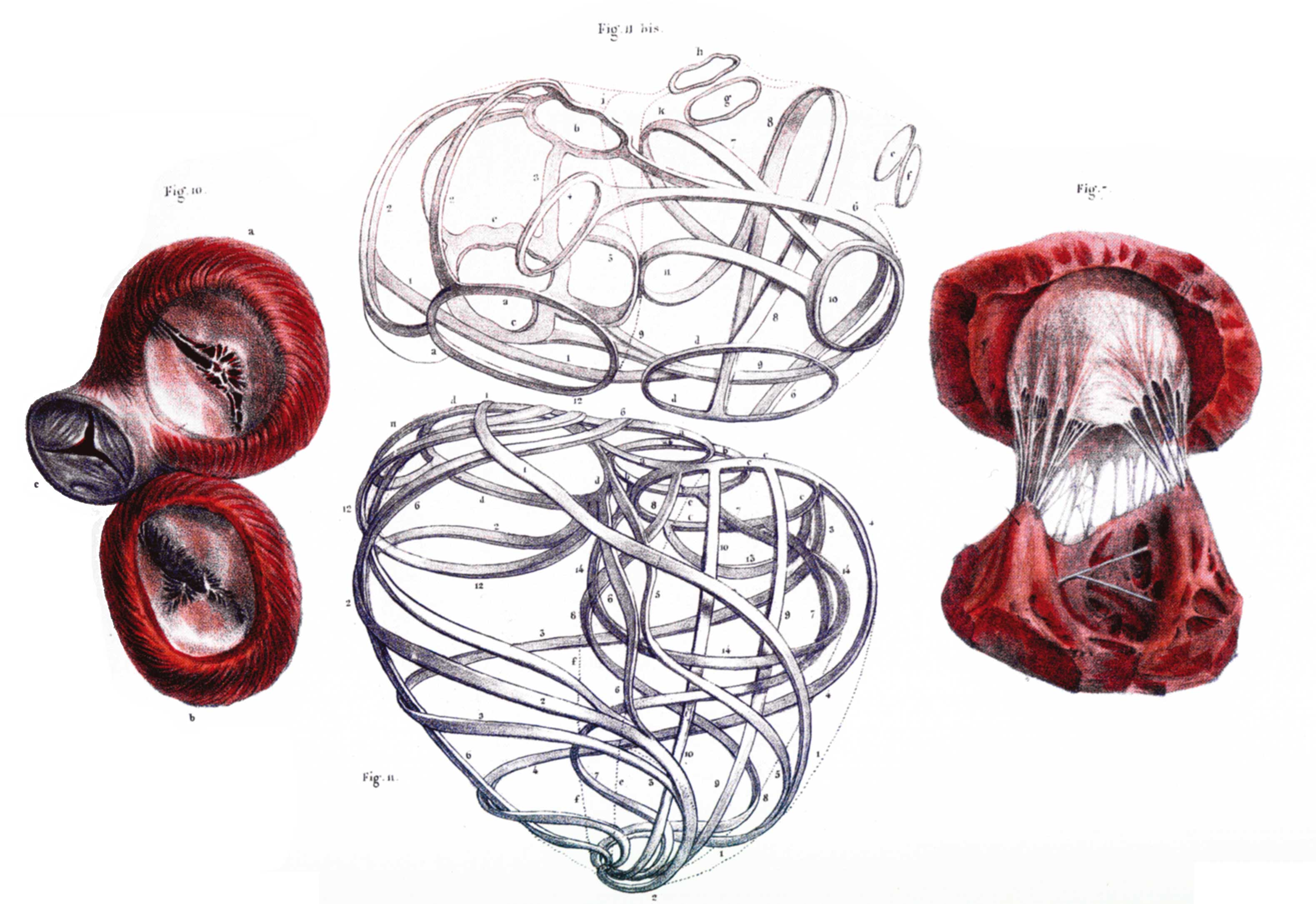
Herzklappen und -skelett (J. M. Bourgery, ca. 1836)

Schematische Anordnung der Herzklappen

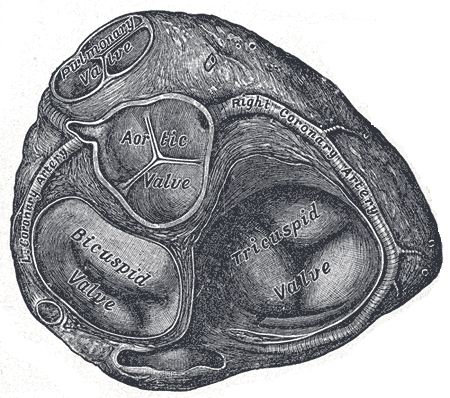
Aufsicht auf die Herzklappenebene von oben (Gray's Anatomy)
Aortic Valve = Taschenklappe zur Aorta
Bicuspid Valve = Mitralklappe
Pulmonary Valve = Pulmonaltaschenklappe
Tricuspid Valve = Trikuspidalklappe

Das Herzskelett ist eine Schicht aus Bindegewebe, oft auch mit Fett-, Knorpel- oder Knocheneinlagerungen, welche die Vorhöfe und die Kammern des Herzens kurz über der Ventilebene trennt. Zum Herzskelett gehören vier Faserringe (Anuli fibrosi), an denen die Herzklappen bindegewebig befestigt sind. Diese Faserringe sind
- der rechte Faserring (Anulus fibrosus dexter) um die Trikuspidalklappe
- der Pulmonalisring (Anulus trunci pulmonalis) um die Pulmonalklappe
- der linke Faserring (Anulus fibrosus sinister) um die Bikuspidalklappe oder Mitralklappe
- der Aortenring (Anulus aortae) um die Aortenklappe

Das Herzskelett dient der mechanischen Stabilisierung der Öffnungen der Herzkammern und dem Ursprung und Ansatz der Herzmuskulatur. Es trennt die Herzmuskulatur der Vorhöfe von der der Kammern und ermöglicht so deren zeitliche getrennte Kontraktion. Außerdem schottet das Herzskelett die Erregungsleitung aus den Vorhöfen ab, dient also der elektrischen Isolation. Die aus dem Reiz aus den Vorhöfen resultierende Erregung kann daher nur über das His-Bündel, welches das bindegewebige Trigonum fibrosum dextrum durchbohrt, in die Kammern weitergegeben werden. Bei Paarhufern sind in das Herzskelett Herzknochen, bei Pferden und Hunden Herzknorpel eingelagert.
Das Herzskelett (zentral die Ventilebene) ist ausschlaggebend für die Mechanik bei der Herzaktion: Aufgrund des Rückstoßes bei der Blutaustreibung ist die Herzspitze im Laufe des gesamten Herzzyklus lokal relativ fixiert und bewegt sich kaum. Somit wird folglich bei einer Kontraktion der Kammermuskulatur die Ventilebene nach unten in Richtung der Herzspitze gezogen. Es entsteht ein Zug auf die großen Herzgefäße, die sich nun bei Erschlaffung der Kammermuskulatur reflektorisch kontrahieren und somit die Ventilebene wieder nach oben ziehen. Die Mechanik des Herzens ist demnach ein „Heben und Senken der Ventilebene“. Kammermuskulatur und Herzgefäße arbeiten dabei gegenläufig.